# Scandale des stock options antidatées
Le scandale des stock options antidatées est une affaire politico-financière qui survient en 2006 aux États-Unis. Des entreprises antidatent, sans en avertir les actionnaires, la date de distribution des stock options de façon à faire coïncider le cours le plus bas de l'action avec celui de la date d'émission des stock options. Ainsi, les dirigeants peuvent engranger un profit maximum au moment de la vente.
En juillet 2006, la SEC a lancé des enquêtes sur 80 entreprises qui auraient utilisé cette méthode. Pour des fraudes portant sur plusieurs centaines de millions USD, deux dirigeants sont déjà inculpés. 
Plus de 2000 entreprises auraient modifié les dates d'attribution de stock options remises à leurs dirigeants, permettant à ceux-ci de gagner encore plus d'argent. Dans plusieurs cas, ces modifications sont survenues au lendemain des attentats du 11 septembre 2001, alors que le cours des actions était au plus bas depuis des années.

## Sources
- Premières inculpations dans le scandale des stock-options antidatées, Le Devoir, 2006-07-22
- Nouvelles inculpations dans le scandale des stock-options, Le Devoir, 2006-08-10